# Trinité-et-Tobago aux Jeux du Commonwealth
Trinité-et-Tobago participe aux Jeux du Commonwealth depuis les Jeux de 1934 à Londres. Le pays y a remporté à ce jour cinquante-deux médailles, dont huit en or. Si la majorité de ces médailles proviennent des épreuves d'athlétisme, les Trinidadiens comptent aussi à leur palmarès neuf médailles en haltérophilie, six en cyclisme sur piste (obtenues par quatre cyclistes différents), quatre en boxe, et quatre en tir sportif. Trinité-et-Tobago détient actuellement le record des Jeux pour le sprint 100 mètres hommes, établi en 9,88 secondes par Ato Boldon en 1998.
La délégation trinidadienne connaît ses meilleurs résultats aux Jeux de 1966 à Kingston, en Jamaïque. Avec neuf médailles dont cinq en or, ils s'y classent cinquièmes au tableau des médailles. Wendell Mottley y remporte l'or sur 440 yard avec un record des Jeux, et emmène ses compatriotes à la victoire au 4x440 yard, avec un record des Jeux également ; le cycliste Roger Gibbon décroche deux médailles d'or sur un kilomètre ; et l'haltérophile Hugo Gittens établit, au combiné dans la catégorie des 67,5 kg, un record des Jeux lui aussi.

## Médailles
Résultats par Jeux :
| Année | Médaille d'or | Médaille d'argent | Médaille de bronze | Total   |
| ----- | ------------- | ----------------- | ------------------ | ------- |
| 1934  | 0             | 0                 | 0                  | 0       |
| 1938  | 0             | 0                 | 0                  | 0       |
| 1950  | absents       | absents           | absents            | absents |
| 1954  | 2             | 2                 | 0                  | 4       |
| 1958  | 0             | 0                 | 1                  | 1       |
| 1962  | 0             | 0                 | 2                  | 2       |
| 1966  | 5             | 2                 | 2                  | 9       |
| 1970  | 0             | 4                 | 3                  | 7       |
| 1974  | 0             | 1                 | 1                  | 2       |
| 1978  | 0             | 2                 | 2                  | 4       |
| 1982  | 0             | 0                 | 0                  | 0       |
| 1986  | boycott       | boycott           | boycott            | boycott |
| 1990  | 0             | 0                 | 0                  | 0       |
| 1994  | 0             | 0                 | 2                  | 2       |
| 1998  | 1             | 1                 | 1                  | 3       |
| 2002  | 0             | 1                 | 0                  | 1       |
| 2006  | 0             | 0                 | 3                  | 3       |
| 2010  | 0             | 4                 | 2                  | 6       |
| 2014  | 0             | 3                 | 5                  | 8       |
| Total | 8             | 20                | 24                 | 52      |

Médaillés d'or :
| Nom                                                        | Jeux | Discipline       | Épreuves                     | Résultat      |
| ---------------------------------------------------------- | ---- | ---------------- | ---------------------------- | ------------- |
| Michael Agostini                                           | 1954 | Athlétisme       | 100 yard hommes              | 9,6 s         |
| Rodney Wilkes                                              | 1954 | Haltérophilie    | 60 kg combiné hommes         | 690 livres    |
| Edwin Roberts Kent Bernard Lennox Yearwood Wendell Mottley | 1966 | Athlétisme       | Relai 4x440 yards hommes     | 3 min 02 s 8  |
| Wendell Mottley                                            | 1966 | Athlétisme       | 440 yards hommes             | 45,2 s        |
| Roger Gibbon                                               | 1966 | Cyclisme (piste) | 1 km sprint hommes           | 5 victoires   |
| Roger Gibbon                                               | 1966 | Cyclisme (piste) | 1 km contre la montre hommes | 1 min 09 s 6  |
| Hugo Gittens                                               | 1966 | Haltérophilie    | 67,5 kg combiné hommes       | 809,75 livres |
| Ato Boldon                                                 | 1998 | Athlétisme       | 100 mètres hommes            | 9,88 s        |